# M.o.v.e
m.o.v.e(무브)는 프로듀서인 t-kimura가 주축한 일본의 2인조 혼성 그룹으로 애니메이션 《이니셜 D》의 주제가로 유명하다. 소속사는 avex tune이다. 2008년 12월에 t-kimura가 프로듀서로만 남기로 하고 탈퇴해 현재는 2인조로 활동 중이다.

## 약력
- 1997년 - 10월 1일에 『ROCK IT DOWN』으로 데뷔, avex의 레이블인 avex tune에 소속됨.
- 1998년
  - 1월 7일에 2번째 싱글 『around the world』가 발매, 이 앨범으로 m.o.v.e는 이니셜 D의 주제가를 장기간 맡게 된다.
  - 타이완의 타이베이시에서 열린 TAIPEI J-DANCE FESTIVAL을 통해 첫 해외 공연을 가짐.(3만명의 관중 앞에서 공연)
- 2001년 - 1월 11일에 출시된 싱글 『Gamble Rumble』이 오리콘 주간 차트에 처음으로 톱 10 진입
- 2003년 - 미국 댈러스에서 열린 Anime FESTS!2003에 출연
- 2005년
  - 미국에 진출하는 과정에서 생긴 상표 문제를 해결하기 위해 그룹명을 기존의 move에서 현재의 m.o.v.e로 수정하면서 9월부터 연속으로 싱글 앨범을 발매, 미국의 iTunes Store에 악곡 판매가 시작된다.
  - 9월에 발매된 싱글 『FREAKY PLANET』이 미국 소니가 제공하는 국제적 음악 리믹스 컨테스트인 Acid Planet에 일본 아티스트의 곡으로서는 처음 발탁된다.
- 2006년
  - 1월 25일에 4개월 연속으로 발매한 싱글 앨범이 모두 들어간 8번째 앨범 『GRID』를 발매, 이 이후 약 1년 반동안 신곡이 공개되지 않았다.
  - 4월부터 테레비 도쿄에서 방송되는 프로그램인 격주!GT의 엔딩곡으로 「Good Day Good Time」이 2007년 3월까지 사용되었으며 같은 해 5월부터는 「Systematic Fantasy」가 엔딩곡으로 2008년 3월까지 쓰였다.
- 2007년
  - 독일 카셀에서 열린 Connichi 2007에 참가, 4월에는 미국 시애틀에서 열린 Sakura Con 2007에 단독으로 출연해 3천 명을 동원했다.
  - 8월 22일에 발매된 28번째 싱글 『SPEED MASTER』를 통해 8-BALL과 합작, 다른 아티스트와 합작한 것은 현재까지 이 앨범이 유일함. 7월 7일에는 일본 현지에서는 처음으로 참가하는 애니메이션 이벤트인 Animelo Summer Live 2007 Generation-A에 참가(일본 부도칸)해 Systematic Fantasy와 Gamble Rumble을 열창. 10월에 데뷔 10주년을 맞이해 10월 3일에 기념앨범인 『10th Anniversary MEGA BEST（CD+DVD인 한정판과 CD만 있는 통상판）』과『10th Anniversary GIGA BEST（DVD）』을 같은 날에 출시했다.
- 2008년
  - 1월 26일에 나고야, 1월 27일에 오사카시, 2월 3일에 도쿄 시부야에 있는 Club Quattro에서 『m.o.v.e 10 YEARS ANNIVERSARY MEGALOPOLIS TOUR 2008』을 가짐. 특히 이 가운데 도쿄 공연은 『LIVE CD at SHIBUYA CULB QUATTRO』로 출시
  - 5월 11일에 Wonder Goo 모리야점 내부에 있는 Goost에서 스페셜 라이브를 진행, 오후 3시와 오후 5시 공연으로 이뤄져 LIVE CD at SHIBUYA CULB QUATTRO（CD）』와『LIVE DVD at SHIBUYA CULB QUATTRO（DVD）』를 Wonder Goo에서 구입한 구입자를 대상으로 추첨해 150조 300명이 초대되었다.
  - 6월 7일과 6월 8일 도쿄 오다이바에서 열리는 D1 GRAND PRIX TOKYO DRIFT in ODAIBA에서 라이브를 가지면서 신곡인 DIVE INTO STREAM을 처음으로 공개
  - 8월 30일 Animelo Summer Live 2008 Challenge에 참가.
  - 12월 2일, 공식 홈페이지를 통해 리더인 t-kimura의 탈퇴 발표. avex와의 계약은 이미 2008년 4월에 만료되어 있으며 아티스트 및 예능 활동을 종료해, 프로듀서의 위치에 전념한다는 것. 단, m.o.v.e의 프로듀서로서의 활동은 계속해 악곡 제작은 실시한다고 말한다.
- 2009년
  - 1월 21일에 9번째 앨범인 『Humanizer』를 출시
  - 4월 4일에 SHIBUYA-AX에서 『LIVE TRANSFORM 2009』를 진행, t-kimura가 아티스트로서 정식 무대에서 활동하는 마지막 공연이 되었다. 관객은 『Humanizer』에 동봉된 용지에 적힌 시리얼 번호를 공식 홈페이지의 특설 페이지에 입력해 응모하는 형식으로 추첨 대상이 되었고 당선자에게는 메일로 당선 결과가 보내져 무료 초대가 되었다. 또한 탈락해도 일련번호를 입력하는 방식으로 당일 니코니코 동영상에서 행해지고 있던 라이브 장면을 볼 수 있었다.
  - 8월 19일 첫 번째 커버링 앨범인 『anim.o.v.e 01』이 발매, 앨범 내에는 신곡도 있으며 대부분의 곡들이 모모이 하루코, 미키 신이치로, 알리 프로젝트의 타카라노 아리카 등의 피쳐링으로 이루어져 있다. 또한 같이 나온 CD+DVD 판에는 4월 4일 SHIBUYA-AX에서 열린 t-kimura의 마지막 라이브인 『LIVE TRANSFORM 2009』도 DVD에 들어갔다.
  - 8월 23일 사이타마 슈퍼 아레나에서 열린 Animelo Summer Live 2009 -RE:BRIDGE-에 참가함으로써 3년 연속 참가에 성공한다.

## 멤버

### 메인
- motsu (모츠, 본명: 세가와 모토타카(瀬川素公, せがわ もとたか), 1967년 5월 22일생) 랩, 보컬, 작사 담당
- yuri (유리, 본명: 마스다 유리(益田祐里, ますだ ゆり), 1977년 2월 22일생) 보컬 담당

### 서포트
- t-kimura (본명: 기무라 다카시(木村貴志, きむら たかし), 1968년 1월 25일 생) 프로듀서, 작사 및 작곡 담당
  - 원년 멤버로 멤버 활동 당시에는 신시사이저, 기타, 피아노, 프로듀스, 작곡, 편곡, 보코타 보컬 담당
- ASAKI (아사키) 기타 담당
- Charlie K (찰리 케이) 키보드 담당
- DJ Key (디제이 케이) DJ, 기타 전자사운드 및 작곡 담당

## 결성까지의 과정
Favorite blue로 활약하던 t-kimura가 복면 유닛(실제로 결성 초기의 move가 참가한 라디오 프로그램에 의하면 FB와의 듀엣 등 세션 기획도 진행되고 있었다고 motsu가 발언했다.)으로 생각해 놓은 계획을 실행에 옮기기 위해 결성. 그중에 오디션 프로그램인 Asayan이 개최했고 거기에 참가한 yuri에 motsu와 t-kimura가 주목, 실제로 그 프로그램은 합격자가 없다는 결과가 나왔지만 악곡에 비상하게 매치한 것을 들어 yuri가 정식적으로 합류했다. 팀명은 「하나의 음악성에 안주하지 않고 항상 무엇인가를 추구한다」는 뜻으로 만들었다.

## 음악의 특성
- 보컬인 yuri가 평이한 멜로디로 노래해 간주부분이나 보컬에 랩을 넣는 방식으로 motsu의 랩이 들어간다. 예외도 있지만 기본적으로는 전술한 형태가 많다.
- 악곡의 장르는 그룹 명에서도 보이듯이 기본적으로는 한 곳에 한정되지 않고 많은 장르에 도전하는 올라운드 타입이지만 사운드의 기초는 전자 악기를 이용한 일렉트로 사운드를 도입하는 것이 대부분이다.
- 최근에는 지금까지 보기 힘들었던 발라드에도 도전해 『Angel Eyes』는 처음으로 싱글 A면에 발라드를 배치
- 라이브에서는 개성적인 퍼포먼스를 하는 일이 많아 드럼 대신 일본식 북을 사용하거나 신시사이저 위에 올라가거나 곡 연주 중에 반나체의 남성(츠치야 시게오 등)을 난입시키는 일이 많았다.

### 곡 장르 모음
- 유로비트
- 록
- 프로그레시브 록
- 라우드 록
- 발라드
- 트랜스
- 테크노
- 얼터너티브 록
- 고딕 메탈
- 심포닉 메탈
- 하드코어 테크노
- 힙합
- 라틴 음악
- 보코타

## 앨범 목록

### 싱글
1. ROCK IT DOWN (1997/10/01) AVDT-20009
2. around the world (1998/01/07) AVDT-20011
3. over drive (1998/03/18) AVDT-20018
4. Rage your dream (1998/05/13) AVDT-20028
5. BREAK IN2 THE NITE (1998/11/11) AVDT-20035
6. platinum (1999/06/30) AVCT-30005
7. Blazin' Beat (1999/10/27) AVCT-30009
8. words of the mind -brandnew journey- (2000/01/19) AVCT-30017
9. sweet vibration (2000/07/19) AVCT-30018
10. Gamble Rumble (2001/01/11) AVCT-30034
11. SUPER SONIC DANCE (2001/06/13) AVCT-30040
12. FLY ME SO HIGH (2001/08/08) AVCT-30044
13. come together (2001/12/19) AVCT-30048
14. Romancing Train (2002/02/06) AVCT-30049 애
15. FUTURE BREEZE (2002/06/26) AVCT-30054
16. ¡WAKE YOUR LOVE! (2002/11/20) AVCT-30060
17. BURNING DANCE (2003/06/25) AVCT-30071
18. Painless PAIN (2003/09/03) AVCT-30077
19. Blast My Desire (2004/01/07) AVCT-30081
20. DOGFIGHT (2004/05/26)
21. GHETTO BLASTER (2004/08/04) AVCT-30089(통상판), AVCT-30088(CD+DVD)
22. How To See You Again/Noizy Tribe (2005/01/13) AVCT-30093(통상판), AVCT-30092/B(CD+DVD)
23. FREAKY PLANET (2005/09/28)(4개월 연속으로 발매되는 싱글 제 1탄) AVCT-30102(CD+DVD), AVCT-30103(통상판)
24. DISCO TIME (2005/10/26)(4개월 연속으로 발매되는 싱글 제 2탄) AVCT-30106/B(CD+DVD), AVCT-30107(통상판)
25. 雷鳴-out of kontrol-(뇌명-out of kontrol) (2005/11/23)(4개월 연속으로 발매되는 싱글 제 3탄) AVCT-30112/B(CD+DVD), AVCT-30113(통상판)
26. Angel Eyes (2005/12/14)(4개월 연속으로 발매되는 싱글 제 4탄) AVCT-30114(CD+DVD), AVCT-30115(통상판)
27. Systematic Fantasy/Good Day Good Time (2007/06/20) AVCT-30123
28. SPEED MASTER (2007/08/22) ※m.o.v.e feat. 8-BALL(AVCT-30124)、8-BALL feat. m.o.v.e(AVCD-31244) 명의
29. DIVE INTO STREAM (2008/07/02) AVCT-30129

### 앨범

#### 오리지널 앨범
- electrock (1998/06/24) AVCT-10015
- worlds of the mind (2000/01/19) AVCT-10065
- Operation Overload 7 (2001/02/15) AVCT-10091
- SYNERGY (2002/02/27) AVCT-10108
- DECADANCE (2003/09/10) AVCT-10134
- Deep Calm[1] (2004/01/28) AVCT-10141
- BOULDER (2005/01/26) AVCT-10153
- GRID (2006/01/25) CD+DVD판은 AVCT-10156, 통상판은 AVCT-10157
- Humanizer (2009/01/21) AVCT-10169

#### 리믹스 앨범
- remixers play move (2000/3/23) AVCT-10073
- SUPER EUROBEAT presents EURO movement (2000/11/29) AVCD-11986
- HYPER TECHNO MIX REVOLUTION I (2001/05/30) AVCT-10099
- HYPER TECHNO MIX REVOLUTION II (2001/07/25)
- HYPER TECHNO MIX REVOLUTION III (2001/10/11)
- TropicanTrops (2002/08/28)
- FAST FORWARD〜FUTURE BREAKBEATNIX〜 (2004/05/26)

#### 베스트 앨범
- move super tune -BEST SELECTIONS- (2002/12/04) AVCT-10116[2]
- REWIND〜singles collection+〜 (2004/03/24) AVCT-10144
- 10th Anniversary MEGA BEST (2007/10/03) 통상판이 AVCT-10165~6, CD+DVD판이 AVCT-10163-4/B

#### 라이브 CD
- LIVE CD at SHIBUYA CULB QUATTRO(2008/03/19) AVCT-10167

#### 커버 앨범
- anim.o.v.e 01(2009/08/19) AVCT-10170/B 및 AVCT-10171[3]

#### 오디오 DVD
- move super tune -BEST SELECTIONS- (2002/12/04) AVBT-91015[4]

#### 비디오 DVD
- overdose pop star (2000/11/1) AVBT-91005
- SYNERGY CLIPS (2002/03/13) AVBT-91011
- FUTURE BREEZE+various works (2002/06/26) AVBT-91012
- ¡WAKE YOUR LOVE! DVD (2002/11/20) AVBT-91013
- Painless PAIN DVD (2003/09/03) AVBT-91024
- Blast My Desire (2004/01/07) AVBT-91028
- DOGFIGHT (2004/05/26) AVBT-91029
- 10th Anniversary GIGA BEST (2007/10/03) AVBT-91052

#### 라이브 DVD
- LIVE DVD at SHIBUYA CULB QUATTRO(2008/03/19) AVBT-91054

#### 비디오(VHS)
- ELECTRIZE (1998/10/07) AVVT-90003
- ELECTRIZM (2000/11/01) AVVT-90007

## m.o.v.e와 이니셜 D의 관계
- 애니메이션 이니셜 D의 주제가를 1기부터 4기까지 일부 곡을 제외하고는 일괄적으로 담당하고 있어 본 작품으로 기억하는 사람들이 많은 편이다. 공격적인 음악의 비트가 공격적인 드리프트 주행에 잘 먹힌다.
- 게임 잡지나 인터뷰 등에서 멤버들이 본 작품의 팬인 것을 과거부터 자주 드러냈다. motsu와 t-kimura 이 두명이 서브 컬처에 조예가 깊은 것은 팬들에게도 잘 알려진 사실이다. 「DOGFIGHT」를 시작으로 타이틀이나 가사에 작중의 상황을 강하게 의식한 악곡도 많다. 애착도 매우 깊은 것인지 과거의 곡을 고치거나 Remix 한 것도 많으며 애니메이션 OST에는 싱글의 신곡 또는 Remix 곡을 제공하고 있다.
- 이니셜 D 1st Stage에서는 주제가 외에도 첫 앨범인 「electrock」의 수록 곡 대부분이 극중에서 삽입곡으로 등장한다.
- 이니셜 D Fourth Stage Act.20에 게스트로 출연한다.(갤러리의 위치에 있다.)
- 「FREAKY PLANET」 「DISCO TIME」 「뇌명-out of kontrol-」 「Angel Eyes」로 이어지는 4개월 연속 릴리스 싱글은, 이니셜 D와 한 합작으로 기획되어 4곡의 PV를 조합한 쇼트 무비를 제작, 앨범 「GRID」에 들어있는 DVD에는, 이 작품의 완전판이 수록되고 있다.(통상판이 아니라 CD+DVD판에 CROSSING TRAIL ～ROAD MOVIE COMPLETED～ 라는 이름으로 들어가 있다.)
- 제1탄 「FREAKY PLANET」은 하루나 산에서 촬영, 극중에서는 AE86도 등장한다.
- 제3탄의 「뇌명-out of kontrol」은 이니셜 D의 스탭에 의해서 제작, 멤버 3명이 주인공·후지와라 타쿠미와 공동 출연.
  - motsu(드라이버)·t-kimura(조수석)···붉은 RX-7 FD3S (넘버 「시나가와 33 05-111」)
  - yuri···타쿠미가 운전하는 AE86의 조수석

## 같이 보기
- ASAKI
- RAVEMAN
- 이니셜 D
- 에너지 에어포스
- D1그랑프리(TEAM m.o.v.e팀이 참가중)
- Mother Ninja